# 사마라강 (러시아)

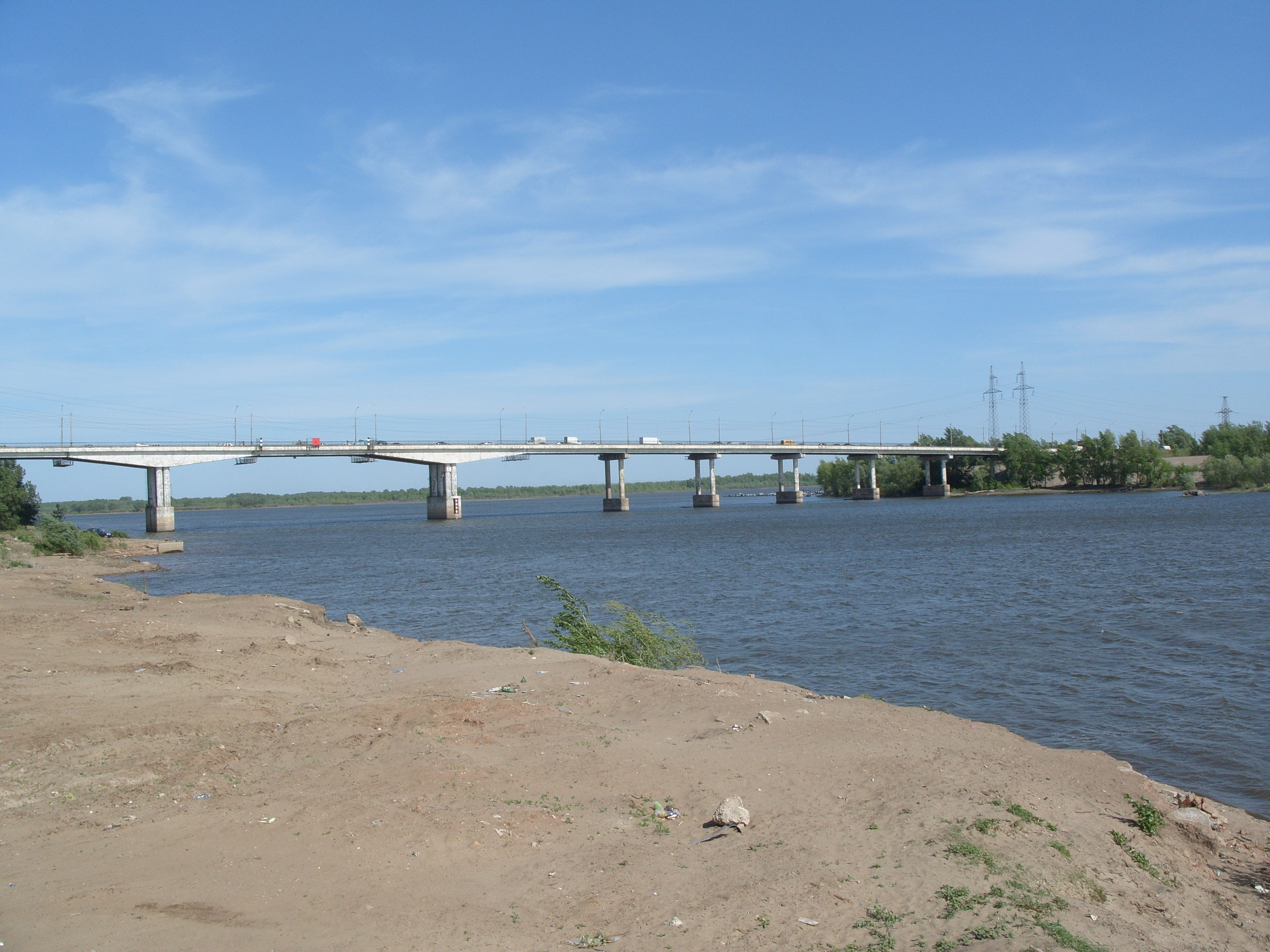

사마라강(러시아어: Сама́ра)은 볼가강의 지류이다. 사마라가 사마라강에 접해 있다. 유역 길이는 594 km, 면적은 46,500 km2이다.

## 지류
- 볼쇼이우란강
- 말리우란강
- 토크강
- 부줄루크강
- 보롭카강
- 볼쇼이키넬강